# ジョン・スカーレット

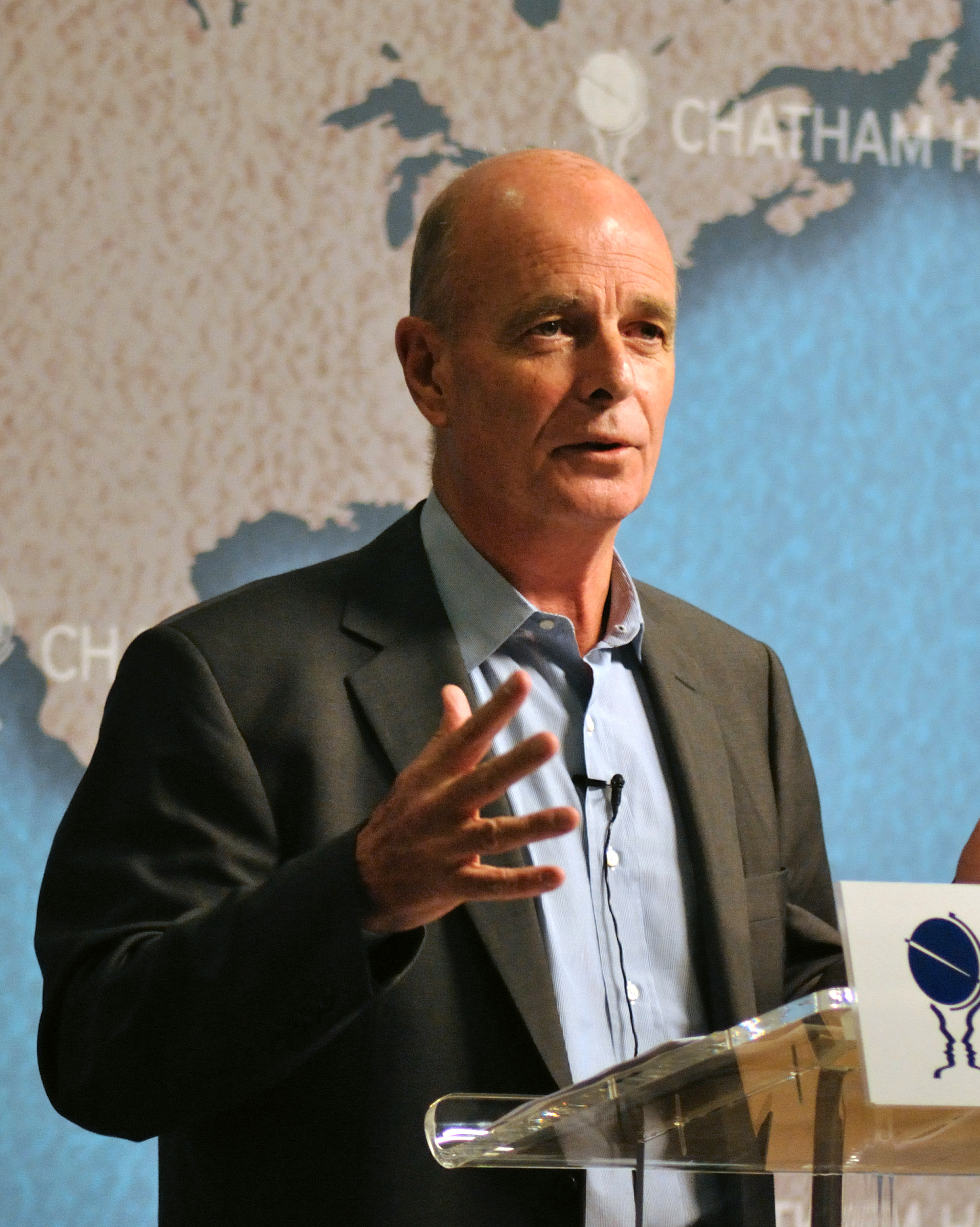
ジョン・スカーレット

ジョン・スカーレット（John Scarlett,1948年8月18日 - ）は、イギリスの情報機関SIS（MI6）の長官。

## 人物
オックスフォード大学のカレッジで優等生代表に選ばれ、奨学金を得た。オックスフォード大学現代史専攻卒業後の1971年、スカーレットは外務省に入省して秘密情報部に配属された。
2年後の1973年、最初の海外勤務としてナイロビに駐在。当時のMI6ナイロビ駐在部には、彼の前任のMI6長官となるリチャード・ディアラブも勤務していた。当時、ケニアでは、政府官僚と外国の観光客がテロの犠牲者となりつつあった。1975年3月、彼は、当時CIAの関与説が流れていたケニアの野党議員カリウキの暗殺の調査に参加した。ケニアにおいて、スカーレットはイスラエル等の友好国の情報機関との協力の非常に有益な経験も得た。1976年夏、ウガンダのエンテベ空港を強襲したイスラエルの特殊部隊により解放された人質達がケニアに運ばれてきたのである。
アフリカでの活動が認められ、1976年、スカーレットは、最前線であるモスクワに派遣された。当時、MI6は1974年に協力者として獲得したKGB将校オレグ・ゴルジエフスキーを保護するため、KGBに偽情報を流すことに努めていた。スカーレット自身の活動については明らかではないが、後にイギリスに亡命したゴルジエフスキーは、スカーレットがモスクワ駐在部から外れるようにKGBが彼の誹謗中傷を試みていたと証言した。
1984年、スカーレットは、リチャード・ディアラブとMI6パリ駐在部長のポストを交代した。核保有国であるフランスの首都の駐在部長のポストは、出世の階段と考えられている。
その後、帰国したスカーレットは、ロンドン本部でソビエトでの協力者工作を統括し、KGBの疑いが強まっていたゴルジエフスキーの脱出作戦を指揮した。ゴルジエフスキーは、外交車両のトランクに隠れ、フィンランドに脱出することができた。ゴルジエフスキーによれば、スカーレットは「現代の最も有能かつ成功した英国情報機関員」であり、同時に「ロシアを愛している」。スカーレットはゴルジエフスキーとの会話時、ロシア語でのみ話すように要請し、自分の娘をロシア名で呼びすらした。
1991年、スカーレットはMI6モスクワ駐在部長に任命された。ソ連崩壊はMI6本部では熱狂をもって迎えられたが、MI6モスクワ駐在部の定員は著しく削減され、任務は、ロシア政府との公式な連絡に変わった。
1992年10月にMI6はロシアとの公式接触について提案したが、直ぐには受け入れられなかった。1994年になって初めて、両国は組織犯罪に対する共同作戦に関して合意に達した。しかし、スカーレットの任務は、友好関係の発展に限定されていなかったようで、1994年3月に国外追放された。国外追放の原因は、ソ連国防省産業局長を務めたワージム・シンツォフがMI6による協力者工作を受け、1994年1月に逮捕された事件に対する報復と考えられている。
帰国後、スカーレットは、MI6の防諜部長となり、2001年、イギリスの情報機関の活動を調整する合同情報委員会を率いた。
2004年5月6日、イギリス政府は、次期MI6長官にジョン・スカーレットを指名した。2004年8月、リチャード・ディアラブの任期満了（5年間）により、彼はMI6長官に就任した。
| 官職                        | 官職                        | 官職                       |
| --------------------------- | --------------------------- | -------------------------- |
| 先代 リチャード・ディアラブ | MI6長官 第14代：2004 - 2009 | 次代 ジョン・ソワーズ (en) |